# Fred Friedrich
Fred Friedrich (nacido Alfred Erwin Günter Friedrich; Kreuzberg Berlín, 25 de enero de 1943) es un pintor, escultor y arquitecto alemán cuyos trabajos de arte se vinculan al Neoexpresionismo, dentro de las corrientes del action painting una de las corrientes de Arte Postmoderno surgido en los años 80 Neue Wilde, posteriormente al Expresionismo abstracto, al  Informalismo (Trachismus) y en el  Avant-garde

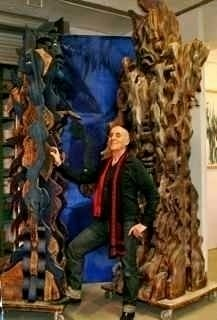
QR Matrix

## Biografía
Vivió su infancia en Wriezen a 50 km de Berlín huyendo de la Segunda Guerra Mundial residió en este poblado hasta el fin de la guerra traumatizado por la Posguerra. Compartió un espacio de tan solo 14 metros cuadrados con su familia y todos contemplaban la devastada ciudad de Berlín. De entre los escombros extraían y comerciaban con chatarra para poder subsistir, así transcurrió su infancia y parte de su adolescencia.
Con el deseo de reconstruir su ciudad decide estudiar Artes en Kunstakademia en Berlín. y en la "Technisume Universität" continúa en la "Plastiche Gestaltung" perfeccionando la técnica de hacer escultura, fue alumno de Erich F. Reuter. Procede sus estudios especializándose en Arquitectura en Basilea y Berlín.
Debido a las repercusiones de la Segunda Guerra Mundial que irrumpió en la juventud de la época, fue miembro activo del movimiento estudiantil del 68.
Sus primeras realizaciones pictóricas y escultóricas, siguieron sus ideas libres, centraron el terreno de la pintura también Instalaciones llamando poco a poco la atención de propios y extraños de entre los años 1970.
Continuo con sus trabajos artística, pero la posibilidad restringida para llevar a cabo su creación libre, decide crear en el mejor momento de su vida una nueva filosofía, moldeando su estilo y principios asociándose con el estilo del Movimiento action painting y con el que, partiendo de la abstracción, con grandes movimientos de su cuerpo coloca sus obras de arte sobre el suelo creando mundos paralelos, uno sobre otro en donde el movimiento energético de los inmensos cuadros centraron su atención ya en el Dripping . Sus obras pasan por varias fases, con la llamada "under cover painting" y así declara "...se producen dimensiones de tiempo inmodificables e imparables que se congelan en el lienzo, la luz, la atmósfera, los pigmentos unen sus moléculas creando un ser único e insustituible". Fred Friedrich congela en el lienzo de un modo subyacente todas sus ideas. El Dr. Peter Funken escribe "...es el arte de vivir congelado en el lienzo".
La pintora Moderna Helen Frankenthaler declaró, «Cada lienzo es un viaje propio». El artista Avant-garde Fred Friedrich invita a cada espectador a un viaje individual, único fundiendo el hecho con la ficción, combinando imágenes actuales en composiciones surrealistas inmersas en el dinamismo con la saturación de colores y formas resueltas de sus mezclas de pigmentos milenarios con la yuxtaposición extraordinaria fantástica en el misterioso que encarna la vida misma, declara, "Tomo lo que me rodea, cinceló la piedra de la montaña existente, tomo pigmentos naturales, con toda mi voluntad y fuerza, dejando mis propias huellas. ¡Mi plan...no hay! Sumerjo mi cabeza en lo desconocido." 
Fred Friedrich lleva a los espectadores a una aventura fantástica en el mundo digital creando: Fin de Ciel Friedrich, Fred (1993). «Fin de Ciel». Manifesto (en alemán). (El final de los Cielos) y con sus esculturas crea una Serie inspirada por la Antigua Cultura Maya. Uno se convierte en un explorador al extraer de las imágenes visiones deslumbrantes y opulentas de aquellas tierras exóticas. Cada "Pieza Digital" es conectada con un vídeo por un Código QR, esta nueva forma de crear arte, en donde Fred Friedrich es el fundador del QR Matrix, en el que crea una experiencia visionaria total, entrelazando la fotografía, el vídeo, la pintura y la escultura. Es un "Media Collage" espectral saturado de matices dinámicamente activos en donde las composiciones están diseñadas par interactuar con el espectador, vinculando imágenes tanto verdaderas como abstractas limitando así la distancia entre la realidad consciente e imaginación inconsciente. No solo Fred Friedrich es un artista plástico consumado, sino también es un escultor poderoso, mostrando que es un artista multidisciplinario. Cada escultura de bronce de forma biomórfica se le ha asignando un nombre de dios maya, que infunde a su arte prestigio, poder y omnipresencia de la Civilización Maya.
Pasa, posteriormente a fundar en 1996 Fred Friedrich Foundation. En 1998 con la colaboración del prestigioso Museo Colonia Alemania, el Museo Ludwig realiza una exhibición grupal con la retrospectiva, en donde la cultura cubana manifiesta sus ideas. Apoyado con la empresa familiar fundidora de bronce Hermann Noack, el artista multidisciplinario satisface los más exigentes criterios de la cultura alemana y mundial. Realiza exhibiciones, junto con Helmut Schober, en el Ángel Orensanz Center en New York manifestando su convicción darwinista y panteísta en el que el 4o. postulado asevera que "...la armonía ascendente del mundo y de los seres vivos existe, en el que nada es arbitrario y aleatorio en la selección natural y todo tiene un orden que exige un proyecto". Fred Friedrich entonces con estas ideas darwinistas asevera: "La causa primordial para mantener mi postura se basa principalmente en que considero que no existen coincidencias en la vida, todo es preciso", con este enunciado comenzó hace ya un par de décadas su ambicioso proyecto denominado: Fin de Ciel,  el cual se divide en diversos Ciclos nombrados: "Teotihuacán", "Chichen Itza", "InstalacionesYucatán", "Cuadros Negros", e "Hijos del Sol" y ahora QR Matrix, así continuando con su trayectoria Fred Friedrich con el Embajada de Israel en Berlín, celebra el Quincuagésimo aniversario del nacimiento de Israel con la exhibición "Positionen Israel", durante esta exhibición los 18 artistas israelitas y él, muestran como las culturas oprimidas y relegadas tienen un impacto recurrente en nuestra sociedad. Así mismo, se inaugura una importante retrospectiva nunca antes realizada desde la fecha de la desaparición de uno de los creadores del fluxus: Wolf Vostel, así Fred Friedrich una vez más se consagra con este hecho de gran relevancia en Berlín.
Posteriormente, le suceden más exhibiciones en Marbella, España, se presenta en el prestigioso Museo del Cortijo de Miraflores, sustentando uno de los Ciclos denominado "Hijos del Sol" que forma parte del proyecto Fin de Ciel. El Ciclo toma las ideas del último añoMaya el 2012, en el que el drama, su reacción y todas las formas cambiantes son inherentes a un orden místico, caos, fractal implicado en el futuro. Por otra parte, con su filosofía de promover cultura y arte, funda en 1998 el Museo Museo Fred Friedrich, en donde  su obra es exhibida en paralelo con la difusión, promoción y sustentación de conciertos, danza y teatro, además de preparar paralelamente exhibiciones en prestigiosos museos como Museo-Casa Diego Rivera, Museo Anahuacalli entre otros.
Fred es una de los primeros "Artistas Digitales" del momento ha sido galardonado internacionalmente, mostrando su arte en Exhibiciones Individuales y colectivas como en Italia, España, Portugal, Irlanda, Inglaterra, India, Alemania, México y Estados Unidos.
Fred Friedrich, vinculado al grupo Die Neuen Wilde (Los Nuevos salvajes), es uno de los miembros del Neoexpresionismo alemán y de Vanguardia más rebelde e individualista, que despierta ideas controvertidas con su "instalaciones", logrando con ello la provocación de crítica y censura en la sociedad cultural de nuestra época. Durante toda esta trayectoria se ha presentado ante diversos escenarios y concursos como: en la Bienal de Portugal con una impactante instalación llamada "Zyklon B", en el "Premio de Pintura Focus-Abengoa en Sevilla, en la "Bienal del Milenio en Granada, "The Open West" en Gloucester Cathedral, "Art Prize Laguna 2012" en Venecia, "Premios Iberoamericanos Cortes de Cádiz,  actualmente ganador de premio a la Mejor Fotografía del 2013  para ser presentada en la III Bienal en el Museo deMálaga y otros muchos más.
La prestigiosa galería Agora Gallery en Chelsea district en New York, ha promovido su impresionante proyecto Fin de Ciel con colaboración de Whitney Amsterdam Museo. El mismo proyecto continua visitando espacio de la relevancia de Miami Basel y en Bass Museum en la ciudad Miami City entre otras espacios de gran prestigio.